# Edmundo Rodrigues
Edmundo Rodrigues (Pará, 10 de Janeiro de 1935 - Rio de Janeiro, 10 de Setembro de 2012) foi um roteirista, desenhista e editor de histórias em quadrinhos no Brasil.

## História
Nasceu no Estado do Pará, onde permaneceu até os cinco anos de idade, quando foi para o Rio de Janeiro, então capital do Brasil. Cursou vários cursos de artes, até o conceituado curso de Comics da Escola Continental de Hollywood nos Estados Unidos. No Rio de Janeiro, estudou no Liceu de Artes e Ofícios do Rio de Janeiro.
Em 1967, mudou-se para São Paulo e vai morar na Aclimação, trabalhando para várias editoras da cidade.
O artista morou na cidade do Rio de Janeiro, no bairro do Leme, até morrer.

## Trabalhos
A partir de 1959 ficou conhecido no país ao desenhar Jerônimo, o Herói do Sertão, personagem principal de uma radionovela popular, depois adaptada como telenovela. Também desenhou O Falcão Negro, herói de um programa de televisão. Trabalhou na revista Calafrio, escrevendo e desenhando histórias de terror. Sua criação feminina mais famosa e conceituada é Irina, a Bruxa. Clássico dos quadrinhos de terror brasileiros, Irina foi publicada originalmente em 1967 pela editora Taíka. Nos anos 80 a editora Bloch publicou Irina em cores. Edmundo foi editor de quadrinhos na Bloch.
Edmundo, faleceu no dia 10 de Setembro de 2012, e a causa morte não foi divulgada.